# Timothy Dalton
Timothy Leonard Dalton Leggett (n. 21 martie 1946) este un actor britanic care a jucat în filme cu James Bond și în filmul istoric Mary Queen of Scots în rolul lui Henric Stuart Lord Darnley. Tatăl acestuia, Peter Dalton Leggett, a fost căpitan în SOE în timpul celui de-al Doilea Război Mondial. 
El a interpretat rolul lui James Bond în filmele The Living Daylights (1987) și Licence to Kill (1989), precum și rolul Rhett Butler în miniserialul TV Scarlett (1994) o continuare a filmului „Pe aripile vântului” (Gone with the wind - ecranizare după romanul cu același nume al scriitoarei Margaret Mitchell). De asemenea, mai este cunoscut și datorită rolurilor intepretate după romanele lui Emily și Charlotte Bronte, Wuthering Heights(1970) și Jane Eyre(1983), Prince Barin în Flash Gordon (1980) sau filme și piese shakespeariene cum ar fi Romeo și Julieta, Regele Lear, Henric al V-lea, Love`s Labour Lost, Henric al IV-lea, partea 1 și partea a doua. Recent și-a împrumutat vocea personajului Mr. Pricklepants în filmul Toy Story 3.

## Filmografie

### Filme
| An   | Titlu                        | Rol                        | Note                                            |
| ---- | ---------------------------- | -------------------------- | ----------------------------------------------- |
| 1968 | The Lion in Winter           | Philip II                  |                                                 |
| 1970 | Wuthering Heights            | Heathcliff                 |                                                 |
| 1970 | Cromwell                     | Prince Rupert of the Rhine |                                                 |
| 1970 | The Voyeur                   | Mark                       |                                                 |
| 1971 | Mary, Queen of Scots         | Henry Stuart, Lord Darnley |                                                 |
| 1975 | Permission to Kill           | Charles Lord               |                                                 |
| 1978 | Sextette                     | Sir Michael Barrington     |                                                 |
| 1978 | The Man Who Knew Love        | Juan di Dios               |                                                 |
| 1979 | Agatha                       | Col. Archibald Christie    |                                                 |
| 1980 | Flash Gordon                 | Prince Barin               |                                                 |
| 1981 | Chanel Solitaire             | Boy Capel                  |                                                 |
| 1985 | The Doctor and the Devils    | Doctor Thomas Rock         |                                                 |
| 1987 | The Living Daylights         | James Bond                 |                                                 |
| 1988 | Hawks                        | Bancroft                   |                                                 |
| 1989 | Brenda Starr                 | Basil St. John             | Filmat în 1986, înainte de The Living Daylights |
| 1989 | Licence to Kill              | James Bond                 |                                                 |
| 1990 | The King's Whore             | Le Roi Vittorio Amadeo     |                                                 |
| 1991 | The Rocketeer                | Neville Sinclair           |                                                 |
| 1993 | Naked in New York            | Elliot Price               |                                                 |
| 1996 | Salt Water Moose             | Lester Parnell             |                                                 |
| 1997 | The Beautician and the Beast | Boris Pochenko             |                                                 |
| 1997 | The Informant                | DCI Rennie                 |                                                 |
| 1999 | Made Men                     | Sheriff Dex Drier          |                                                 |
| 1999 | The Reef                     | Charles Darrow             |                                                 |
| 1999 | Cleopatra                    | Julius Caesar              |                                                 |
| 2000 | Time Share                   | Matthew "Matt" Farragher   | (alt. title Bitter Suite)                       |
| 2000 | Possessed                    | Father William Bowdern     |                                                 |
| 2001 | American Outlaws             | Allan Pinkerton            |                                                 |
| 2003 | Looney Tunes: Back in Action | Damien Drake               | Joacă o parodie din timpul său ca James Bond    |
| 2006 | Tales from Earthsea          | Ged / Sparrowhawk (voce)   | Dublaj în engleză                               |
| 2007 | Hot Fuzz                     | Simon Skinner              |                                                 |
| 2010 | Toy Story 3                  | Mr. Pricklepants (voce)    |                                                 |
| 2010 | The Tourist                  | Chief Inspector Jones      |                                                 |
| 2011 | Hawaiian Vacation            | Mr. Pricklepants (voce)    | Scurtmetraj                                     |
| 2011 | Small Fry                    | Mr. Pricklepants (voce)    | Scurtmetraj                                     |
| 2012 | Partysaurus Rex              | Mr. Pricklepants (voce)    | Scurtmetraj                                     |
| 2012 | Secret of the Wings          | Lord Milori (voce)         |                                                 |
| 2019 | Toy Story 4                  | Mr. Pricklepants (voce)    |                                                 |

### Televiziune
| An        | Program                                        | Rol                                                        | Note                     |
| --------- | ---------------------------------------------- | ---------------------------------------------------------- | ------------------------ |
| 1967      | Sat'day While Sunday                           | Peter                                                      |                          |
| 1968      | The Three Princes                              | Ahmed                                                      |                          |
| 1969      | Judge Dee: A Place of Great Evil               |                                                            |                          |
| 1970      | Play of the Month: Five Finger Exercise        |                                                            |                          |
| 1971      | Play of the Month: Candida                     |                                                            |                          |
| 1978      | Centennial                                     | Oliver Seccombe                                            | Miniserie                |
| 1979      | The Flame Is Love                              | Marquis de Guaita                                          |                          |
| 1979      | Charlie's Angels                               | Damien Roth                                                | Episodul: "Fallen Angel" |
| 1983      | Antony and Cleopatra                           | Mark Antony                                                |                          |
| 1983      | Jane Eyre                                      | Edward Fairfax Rochester                                   | Miniserie                |
| 1984      | Mistral's Daughter                             | Perry Kilkullen                                            | Miniserie                |
| 1984      | The Master of Ballantrae                       | Col. Francis Burke                                         |                          |
| 1985      | Florence Nightingale                           | Richard Milnes                                             |                          |
| 1985      | Faerie Tale Theatre: The Emperor's New Clothes | (voce)                                                     |                          |
| 1986      | Sins                                           | Edmund Junot                                               | Miniserie                |
| 1992      | Tales from the Crypt: Werewolf Concerto        | Lokai                                                      |                          |
| 1992      | Framed                                         | Eddie Myers                                                |                          |
| 1993      | In the Wild: In Search of Wolves               | Narrator (voce)                                            |                          |
| 1994      | Lie Down with Lions (aka Red Eagle)            | Jack Carver                                                |                          |
| 1994      | Scarlett                                       | Rhett Butler                                               | Miniserie                |
| 1998      | Stories from My Childhood                      | Prince Guidon (voce)                                       |                          |
| 1998      | ESU Emergency Services Unit                    | Narrator (voce)                                            |                          |
| 1999      | Cleopatra                                      | Julius Caesar                                              |                          |
| 2004      | Dunkirk                                        | Narrator                                                   |                          |
| 2005      | Hercules                                       | Amphitryon                                                 |                          |
| 2006      | Agatha Christie's Marple                       | Clive Trevelyan                                            |                          |
| 2008      | Unknown Sender: If You're Seeing This Tape...  | Miles                                                      | Strike.TV                |
| 2009–2010 | Doctor Who                                     | Lord President of the Time Lords (Rassilon) / The Narrator | [ 3 ] [ 4 ]              |
| 2010–2011 | Chuck                                          | Alexei Volkoff / Hartley Winterbottom                      | 6 episoade               |
| 2013      | Toy Story of Terror                            | Mr. Pricklepants (voce)                                    | emisiune TV specială     |
| 2014–2016 | Penny Dreadful                                 | Sir Malcolm                                                | [ 5 ]                    |
| 2014      | Toy Story That Time Forgot                     | Mr. Pricklepants (voce)                                    | emisiune TV specială     |
| 2019–2023 | Doom Patrol                                    | Niles Caulder / Chief                                      |                          |
| 2019–2020 | Tangled: The Series                            | Lord Demanitus (voce)                                      | 2 episoade               |